# Народ Вогню

Емблема Нації Вогню

Нація Вогню — один з чотирьох народів всесвіту мультсеріалу «Аватар: Останній захисник». Країна Вогню — острівна держава, розташована на архіпелазі в західній півкулі. Країна Вогню — абсолютна спадкова монархія.
Главою держави є Господар Вогню. Також главою вогняної держави можна вважати Короля Фенікса. Цей титул створив і привласнив собі колишній Господар Вогню Озай для позначення своєї влади над усіма чотирма народами світу. Після скинення Озая титул не використовувався.
Трон успадковується в порядку абсолютної прімогенітури, при цьому Господар Вогню має право призначити спадкоємцем і молодшу дитину. Крім основної території, Країна Вогню управляє рядом колоній, заснованих на окупованих територіях Царства Землі.

## Народи
Хоча острови Нації Вогню розкидані і віддалені один від одного, це не сприяло різноманітності етногенезу. Нація Вогню — гармонійне, однорідне співтовариство. Разом з тим предками Нації Вогню є народ Сонця, що втратив колишню велич, але зберіг своє суспільство, устрій і культуру.
Очевидно, що аборигени народу Сонця ніяк не присутні в планах Господаря Вогню по їх інтеграції в націю, але представники Нації Вогню ставляться до них терпимо.

## Назва
Назва Країни Вогню пишеться китайськими ієрогліфами 烈火国 (liè huǒ guó — царство запеклого вогню).
Також liè huǒ (лютий вогонь) — китайське ім'я Агні, індуського бога вогню.

## Емблема
Емблема Країни Вогню — три язики чорного полум'я на червоному тлі — малюється на прапорах, військових уніформах, військовій техніці та картах Країни Вогню.
Правляча сім'я Країни Вогню (крім Айро) носить золоті шпильки для волосся у формі полум'я; шпилька Господаря Вогню точно повторює форму емблеми.

## Загальний вигляд
Люди Вогню, як і інших націй, темноволосі, у більшості жовті або карі очі, майже всі білошкірі (за винятком Піандао, Шодзі, Він Джі, Джонг-Джонга і ще кількох).
Чоловіки носять бороди, вуса і бакенбарди, молоді люди чисто виголені. Майже у всіх довге волосся, зібране на потилиці в пучок за допомогою золотої шпильки. Жінки носять розпущене волосся, прибираючи його так, щоб воно не лізло в очі і взагалі не закривало обличчя. Високородні дами мають довгі доглянуті нігті.
В одязі переважають червоний і коричневий кольори з невеликим додаванням золота, в ходу так само чорний і рожевий одяг. Багато носять наплічники, число яких визначається соціальним статусом (прості городяни носять одинарні, знатні подвійні, а Господар Вогню — потрійні).
Одяг, як і архітектура, списаний з індійських, китайських і японських традиційних нарядів.

## Культура
Культура Народу Вогню зазнала значних змін за той період, коли йшла війна.
Жорсткість правління, відрив від мирного життя представників культури і потреби воєнного часу привели до втрати фольклору, різноманітності танців і непортретного живопису, якими славився цей народ. У музиці, танцях, архітектурі вже близько 100 років переважають, зі зрозумілих причин, строгий стиль і мілітаристська тематика.
Поширення отримали марші. Мирні традиційні пісні і танці («політ Фенікса», «Верблюжий крок», гра на розі Цунг) не переслідуються, але зважаючи на тривалий воєнний період, були втрачені і виглядають дивно і незвично.

## Економіка
Економіка Країни Вогню високо індустріалізована і надзвичайно мілітаризована.
Військова промисловість має можливість виробляти передові види озброєнь — пароплави, дирижаблі та колісні бронемашини. Валютою Країни Вогню є золоті, срібні та бронзові монети п'ятигранної форми з вигравіюваними на них язиками полум'я.

## Збройні сили
Нація Вогню є найбільш технологічно просунутою індустріальною нацією.
Безпека, необхідність утримувати збройні сили в постійній боєготовності, обмежені людські ресурси і логіка війни диктують не тільки необхідність швидкої розробки та впровадження зразків військової техніки, а й постійну їх модернізацію.
У нації Вогню до кінця серіалу є всі види збройних сил: морські, сухопутні і повітряні. Загальне командування військами здійснює Господар Вогню. Функції генерального штабу виконує військова рада при Господарі Вогню, що складається з десяти вищих офіцерів.
Флот нації Вогню складається з парових легких крейсерів, озброєних однією катапультою або без неї (на таких плавають принц Зуко і його сестра), важких лінкорів, озброєних трьома катапультами (беруть участь у блокаді), надважких лінкорів з чотирма і навіть шістьма катапультами (використовуються для десантних операцій проти народу Землі і Північного Племені Води), а також різного роду десантних кораблів і платформ, барж для перевезення ув'язнених та військовополонених. Великі бойові кораблі оснащені абордажними воронами, щоб мати можливість висаджувати десантні партії і абордажні команди.
Наземні сили мають в своєму розпорядженні пікінерів, магів вогню, кавалерію носорогів і колісні бронемашини, оснащені лебідками і гаками штурму гірських укріплень, спеціально розроблені для знищення Повітряних кочівників.
Відсутність артилерії змушує використовувати як ударну міць вогняну магію. У третьому сезоні відбувається успішне створення повітряного флоту, що складається малих повітряних куль і великих дирижаблів.

## Тактикаістратегія
Незважаючи на значну мобілізацію, Нація Вогню значно поступається народу Землі в людських ресурсах, тому ставка була зроблена на підвищену мобільність добре укомплектованих збройних сил, можливість швидкого перекидання армій з одного театру воєнних дій на інший, а також на якість управління військами. Важливу роль у цьому відіграє десантний флот і військова техніка, яких практично позбавлені інші народи.
Основні збройні сили керуються з єдиного оперативного штабу, однак є невеликі підрозділи з власним штабом і власними конкретними завданнями (наприклад, для руйнування південного Племені Води сформований корпус «південних загарбників», що мають власне командування і відмінну від інших військ форму, або елітний загін Юіяньських лучників)

## Столиця Країни Вогню
Столиця Країни Вогню — столиця держави Народу Вогню з всесвіту мультсеріалу «Аватар: Останній захисник».

### Розташування
У самому центрі Країни Вогню, недалеко від берега затоки. Місто розташоване в жерлі остиглого вулкану.
Завдяки географічному розташуванню місто отримало ефективний захист від всіх можливих супротивників. Вхід у затоку перекритий воротами Азулона, які піднімаються у разі тривоги палаючою сіттю, вони і закривають доступ в затоку.

### Архітектура
У центрі міста розташований царський палац, навколо нього — будинки вельмож.
Всі ці будівлі досить красиві і передають нам враження про те, якою повинна бути архітектура у цієї нації. До міста веде звивиста гірська дорога. Там же, на дорозі, і стоїть в'язниця для державних злочинців.
На відміну від міст і поселень інших народів, міста і селища Нації Вогню випадкової форми і іноді займають всю доступну для щільної забудови площу. Столиця Нації Вогню не виняток. Це може свідчити як про експансіоністської традиції народу, так і про те, що їхня цивілізація є древньою по відношенню до інших народів, а міста не проектувалися за єдиним споконвічним планом. Дуже важливим є монументалістичне мистецтво в містах і колоніях Нації Вогню.
Практично у всіх містах є скульптури Господаря Вогню, в кожній колонії будівництво такої скульптури є важливою частиною окупаційного плану. Проте в столиці таких скульптур не помічено.

### Жителі
Містом керує Господар Вогню — Озай.
Населення міста складається з цивільних осіб різних станів — вельмож, ремісників, торговців і міщан. Але більшість з них становлять воїни Країни Вогню.

### Історія
Історія цього міста не така вже й велика.
Місто не піддавалося жодним особливим взаємодіям чи змінам протягом всіх військових дій, до того моменту як почалися події серіалу.

### Поява в мультфільмі
Вперше ми його можемо побачити в серіалі в 1 серії 3 сезону «The Awakening». У цій серії Зуко і Азула повертаються додому після захоплення Ба Сінг Се.
І аж до кінця ми будемо мати можливість спостерігати місто в серіях третього сезону.

## Ворота Азулона
Ворота Азулона являють собою вузьку частину затоки. Посередині затоки стоїть величезна статуя Азулона. На берегах дві статуї драконів.
Для того, щоб контролювати пересування кораблів по затоці між статуєю і драконами, службовцями натягується ланцюг у вигляді сітки. Коли вона натягнута, її підпалюють. Таким чином створюється серйозна перешкода на шляху до бухти.
Попри те, що відстань між ділянками ланцюга дуже маленька для великих кораблів, вона достатня для просування катерів. Катери армії Вогню досліджують всі підозрілі кораблі, перш ніж пропустити їх в бухту.
У третьому сезоні Аанг разом з повстанською армією направляються в бухту, щоб напасти на армію Вогню під час затемнення. Вогняний ланцюг перегороджує їм дорогу, проте, їм вдається проплисти на підводних човнах крізь ділянки ланцюга і зайти в бухту.

## Вугільний острів
Вугільний острів — курортний острів, знаходиться на сході Країни Вогню. Як і личить курортному місцю, основу його складають загалом пляжі з золотого піску, безліч різноманітних гарних вілл, побудованих основному стилі будівель цієї нації.
Основна маса — приїжджі відпочивальники, громадяни Країни Вогню, і більшість з них з аристократичних сімей.
Вперше в серіалі острів з'являється в 5 серії 3-го сезону «The Beach», в якій головні негативні герої — Зуко, Мей, Азула і Тай Лі — відправляються сюди відпочити на вихідних.

## Острів Року
Острів Року — колись квітуче і густонаселене місце, яке відіграло свою безпосередню роль в історії. Все змінилося близько сотні років тому, коли сплячий вулкан вирішив прокинутися і знищити всіх людей, що проживають на цьому острові.
На той момент там жив Аватар Року, до якого вчасно приєднався Лорд Вогню Созін, колишній друг, який повернувся на драконі на допомогу Року. Удвох вони змогли забезпечити втечу жителів з острова, проте зупинити бурхливу стихію не змогли.
Аватар Року загинув, хоча Созін міг його врятувати, але не зробив цього, бо хотів завоювати світ, і колишній друг тільки завадив би йому. Тепер поверхня острова, так і названого на честь останнього Аватара — мага Вогню, складається із застиглої за сотню років магми, що вирвалася з вулкана.
Знаходиться він недалеко від архіпелагу, де розташована Країна Вогню.

## Храм Аватара Року
Храм Аватара Року — один з храмів Аватара всесвіту мультсеріалу «Аватар: Останній захисник», побудований на честь одного з втілень Аватара — Року.

### Розташування
Храм Аватара Року розташований на одному зі східних островів Країни Вогню — на Острові Дракона. Сам острів має форму півмісяця і має явно виражене вулканічне походження.

### Архітектура
Його архітектура — типовий стиль буддистського храму.
Храм будувався на честь Аватара Року, і Року сам прикладав свою руку до проєктування храму. Нам точно відомо, що з магми ним була споруджена система тунелів в підземній частині храму. У храмі є статуя самого Року і величезний календар.

### Жителі
До прибуття нового Аватара (руйнування храму в одній з серій), там жили жерці, що підтримували у храмі порядок.

### Історія
Достовірно відомо, що храму понад 100 років. Раніше жерці храму служили тільки Аватару, але після початку війни йшли роки, і Аватар не приходив. Тоді вони стали служити Господарю Вогню.
Однак, після відвідин острова Аангом, храм був зруйнований і похований під розпеченою лавою.

### Поява в мультфільмі
Вперше в серіалі храм Аватара Року з'являється в 7 серії «The Spirit World: Winter Solstice Part 1», в якій Аанг, потрапивши у світ духів, прилітає сюди на драконі Аватара Року, отримуючи звістку, де і коли він може з ним зустрітися.
Наступна поява — у 8 серії «Avatar Roku: Winter Solstice Part 2», Аанг, Сокка і Катара проникають в храм, де повинна відбутися зустріч Аанга і Року.

## Кипляча скеля
Кипляча скеля - це найбільш жорстока в'язниця у Нації Вогню.
Вона знаходиться у вулкані, на острові. В 3 книзі (14-та і 15-та серії) Зуко допомагає Соцці врятувати звідти його батька та його дівчину.